# The Magicians (Fernsehserie)
The Magicians ist eine US-amerikanische Fernsehserie, die auf dem gleichnamigen Roman von Lev Grossman basiert.
Sie feierte ihre Premiere am 16. Dezember 2015 beim Sender Syfy. Für die erste Staffel der Serie wurden vom Sender 13 Folgen bestellt. Aufgrund guter Quotenentwicklungen wurde die Serie bereits nach drei ausgestrahlten Episoden für eine zweite Staffel verlängert, die erneut 13 Folgen umfasst. In Deutschland wurde die erste Staffel der Serie vom 30. September bis 4. November 2016 beim Free-TV-Sender sixx in Doppelfolgen ausgestrahlt; die Ausstrahlung der zweiten Staffel begann am 19. Oktober 2017 ebenfalls bei sixx. Im April 2017 verlängerte Syfy die Serie um eine dritte Staffel. Diese Staffel wurde in Deutschland erstmals zwischen 20. September 2018 und 25. Oktober 2018 auf sixx ausgestrahlt. Für die vierte Staffel wurden im Februar 2018 erneut 13 Folgen beauftragt. Diese Staffel wurde im Januar 2019 bei Syfy ausgestrahlt. Im gleichen Monat hat Syfy eine fünfte Staffel in Auftrag gegeben. Im März 2020 gab Syfy das Ende der Serie nach fünf Staffeln bekannt.

## Handlung
Die Handlung basiert auf dem gleichnamigen Roman The Magicians des US-amerikanischen Autors Lev Grossman.
Hauptfigur ist Quentin Coldwater, welcher am Brakebills College for Magical Pedagogy ein Studium der Magie beginnt. Dort muss er feststellen, dass die magische Welt aus seinen Lieblingskinderbüchern tatsächlich existiert und eine Gefahr für die Menschheit darstellt.

## Besetzung
Die deutsche Synchronisation entstand nach einem Synchronbuch von Janne von Busse und Andrea Pichlmaier unter der Dialogregie von Alexander Brem durch die Synchronfirma Scalamedia in München.

### Hauptdarsteller
| Schauspieler         | Rollenname              | Staffel | Synchronsprecher   |
| -------------------- | ----------------------- | ------- | ------------------ |
| Jason Ralph          | Quentin Coldwater       | 1–4     | Felix Mayer        |
| Stella Maeve         | Julia Wicker            | 1–5     | Shandra Schadt     |
| Olivia Taylor Dudley | Alice Quinn             | 1–5     | Marcia von Rebay   |
| Hale Appleman        | Eliot Waugh             | 1–5     | Julian Manuel      |
| Arjun Gupta          | William 'Penny' Adiyodi | 1–5     | Karim El Kammouchi |
| Summer Bishil        | Margo Hanson            | 1–5     | Anna Ewelina       |
| Jade Tailor          | Kady Orloff-Diaz        | 1–5     | Malika Bayerwaltes |

### Wiederkehrende Darsteller
| Schauspieler    | Rollenname             | Staffel | Synchronsprecher        |
| --------------- | ---------------------- | ------- | ----------------------- |
| Rick Worthy     | Henry Fogg             | 1–5     | Matthias Klie           |
| Anne Dudek      | Prof. Pearl Sunderland | 1–2     | Melanie Manstein        |
| Trevor Einhorn  | Josh Hoberman          | 1–5     | Daniel Schlauch         |
| Esmé Bianco     | Eliza                  | 1,3,5   | Tatjana Pokorny         |
| Michael Cassidy | James                  | 1       | Nils Dienemann          |
| Spencer Garrett | Ted Coldwater          | 1–3     | Walter von Hauff        |
| David Call      | Pete                   | 1,4,5   | Manou Lubowski          |
| Kacey Rohl      | Marina Andrieski       | 1–5     | Katharina Iacobescu     |
| Mackenzie Astin | Richard                | 1–3     | Philipp Moog            |
| Brittany Curran | Fen                    | 2–5     | Gabrielle Pietermann    |
| Adam DiMarco    | Todd                   | 1–5     | Tobias John von Freyend |
| Mageina Tovah   | Zelda                  | 1–5     | Julia Haacke            |
| Felicia Day     | Poppy Kline            | 3–4     | -                       |

## Episodenliste

### Staffel 1
| Nr. (ges.) | Nr. (St.) | Deutscher Titel               | Originaltitel                         | Erstausstrahlung USA | Deutschsprachige Erstausstrahlung (D) | Regie             | Drehbuch                                |
| ---------- | --------- | ----------------------------- | ------------------------------------- | -------------------- | ------------------------------------- | ----------------- | --------------------------------------- |
| 1          | 1         | Verbotene Magie               | Unauthorized Magic                    | 16. Dez. 2015        | 30. Sep. 2016                         | Mike Cahill       | Sera Gamble & John McNamara             |
| 2          | 2         | Die Quelle der Magie          | The Source of Magic                   | 25. Jan. 2016        | 30. Sep. 2016                         | Scott Smith       | Sera Gamble                             |
| 3          | 3         | Das gestohlene Buch           | Consequences of Advanced Spellcasting | 1. Feb. 2016         | 7. Okt. 2016                          | Scott Smith       | Henry Alonso Myers                      |
| 4          | 4         | Im Geiste gefangen            | The World in the Walls                | 8. Feb. 2016         | 7. Okt. 2016                          | James L. Conway   | John McNamara                           |
| 5          | 5         | Pennys Reise nach Fillory     | Mendings, Major and Minor             | 15. Feb. 2016        | 14. Okt. 2016                         | Bill Eagles       | David Reed                              |
| 6          | 6         | Zum Scheitern verurteilt      | Impractical Applications              | 22. Feb. 2016        | 14. Okt. 2016                         | John Stuart Scott | Leah Fong                               |
| 7          | 7         | Die Mayakovsky Zirkumstanzien | The Mayakovsky Circumstance           | 29. Feb. 2016        | 21. Okt. 2016                         | Guy Norman Bee    | John McNamara Idee: Mike Moore          |
| 8          | 8         | Das strangulierte Herz        | The Strangled Heart                   | 7. März 2016         | 21. Okt. 2016                         | Jan Eliasberg     | David Reed                              |
| 9          | 9         | Der schweigsame Ort           | The Writing Room                      | 14. März 2016        | 28. Okt. 2016                         | James L. Conway   | Sera Gamble                             |
| 10         | 10        | Heimkehr                      | Homecoming                            | 21. März 2016        | 28. Okt. 2016                         | Joshua Butler     | Henry Alonso Myers                      |
| 11         | 11        | Wahre Gefühle                 | Remedial Battle Magic                 | 28. März 2016        | 4. Nov. 2016                          | Amanda Tapping    | Leah Fong                               |
| 12         | 12        | 39 Gräber                     | Thirty-Nine Graves                    | 4. Apr. 2016         | 4. Nov. 2016                          | Guy Norman Bee    | Leah Fong & Henry Alonso Myers          |
| 13         | 13        | Grausame Erkenntnis           | Have You Brought Me Little Cakes      | 11. Apr. 2016        | 4. Nov. 2016                          | Scott Smith       | Sera Gamble, John McNamara & David Reed |

### Staffel 2
| Nr. (ges.) | Nr. (St.) | Deutscher Titel             | Originaltitel                    | Erstausstrahlung USA | Deutschsprachige Erstausstrahlung (D) | Regie           | Drehbuch                         |
| ---------- | --------- | --------------------------- | -------------------------------- | -------------------- | ------------------------------------- | --------------- | -------------------------------- |
| 14         | 1         | Ritter der Kronen           | Knight of Crowns                 | 25. Jan. 2017        | 19. Okt. 2017                         | Chris Fisher    | Sera Gamble                      |
| 15         | 2         | Elfenrätsel                 | Hotel Spa Potions                | 1. Feb. 2017         | 19. Okt. 2017                         | Chris Fisher    | John McNamara                    |
| 16         | 3         | Göttliche Selektion         | Divine Elimination               | 8. Feb. 2017         | 19. Okt. 2017                         | John Scott      | Henry Alonso Myers               |
| 17         | 4         | Der fliegende Wald          | The Flying Forest                | 15. Feb. 2017        | 26. Okt. 2017                         | Carol Banker    | David Reed                       |
| 18         | 5         | Diplomatie                  | Cheat Day                        | 22. Feb. 2017        | 26. Okt. 2017                         | Joshua Butler   | Mike Moore                       |
| 19         | 6         | Das bedeutet Krieg!         | The Cock Barrens                 | 1. März 2017         | 2. Nov. 2017                          | Kate Woods      | Noga Landau                      |
| 20         | 7         | Plan B                      | Plan B                           | 8. März 2017         | 2. Nov. 2017                          | Chris Fisher    | Christina Strain                 |
| 21         | 8         | Brücken durch Zeit und Raum | Word as Bond                     | 15. März 2017        | 9. Nov. 2017                          | James L. Conway | Sera Gamble                      |
| 22         | 9         | Die königliche Lösung       | Lesser Evils                     | 22. März 2017        | 9. Nov. 2017                          | Rebecca Johnson | Elle Lipson & John McNamara      |
| 23         | 10        | Gefährliches Wissen         | The Girl Who Told Time           | 29. März 2017        | 16. Nov. 2017                         | Joshua Butler   | Noga Landau & Henry Alonso Myers |
| 24         | 11        | Die Suche nach den Schatten | The Rattening                    | 5. Apr. 2017         | 16. Nov. 2017                         | James L. Conway | Mike Moore                       |
| 25         | 12        | Geopfert                    | Ramifications                    | 12. Apr. 2017        | 23. Nov. 2017                         | Chris Fisher    | David Reed & Christina Strain    |
| 26         | 13        | Das Ende der Magie?         | We Have Brought You Little Cakes | 19. Apr. 2017        | 23. Nov. 2017                         | Chris Fisher    | Sera Gamble & John McNamara      |

### Staffel 3
| Nr. (ges.) | Nr. (St.) | Deutscher Titel                       | Originaltitel                 | Erstausstrahlung USA | Deutschsprachige Erstausstrahlung (D) | Regie                      | Drehbuch                                  |
| ---------- | --------- | ------------------------------------- | ----------------------------- | -------------------- | ------------------------------------- | -------------------------- | ----------------------------------------- |
| 27         | 1         | Das Märchen von den sieben Schlüsseln | The Tales of the Seven Keys   | 10. Jan. 2018        | 20. Sep. 2018                         | Chris Fisher               | Sera Gamble                               |
| 28         | 2         | Schiff mit Herz                       | Heroes and Morons             | 17. Jan. 2018        | 20. Sep. 2018                         | Chris Fisher               | John McNamara                             |
| 29         | 3         | Die Opfer der Magie                   | The Losses of Magic           | 24. Jan. 2018        | 27. Sep. 2018                         | James L. Conway            | Henry Alonso Myers                        |
| 30         | 4         | Der zweite Schlüssel                  | Be the Penny                  | 31. Jan. 2018        | 27. Sep. 2018                         | Shannon Kohli              | David Reed                                |
| 31         | 5         | Ein ganzes Leben in einem Tag         | A Life in the Day             | 7. Feb. 2018         | 4. Okt. 2018                          | John Scott                 | Mike Moore                                |
| 32         | 6         | Der Abgrund                           | Do You Like Teeth?            | 14. Feb. 2018        | 4. Okt. 2018                          | Carol Banker               | Noga Landau                               |
| 33         | 7         | Loyalität                             | Poached Eggs                  | 21. Feb. 2018        | 11. Okt. 2018                         | Joshua Butler              | Elle Lipson                               |
| 34         | 8         | Sechs Kurzgeschichten über Magie      | Six Short Stories About Magic | 28. Feb. 2018        | 11. Okt. 2018                         | Salli Richardson-Whitfield | Sera Gamble & David Reed Idee: David Reed |
| 35         | 9         | Der Traumesser                        | All That Josh                 | 7. März 2018         | 18. Okt. 2018                         | James L. Conway            | John McNamara, Jay Gard & Alex Raiman     |
| 36         | 10        | Die Kunst des Handelns                | The Art of the Deal           | 14. März 2018        | 18. Okt. 2018                         | Rebecca Johnson            | Christina Strain                          |
| 37         | 11        | Zeitlinien                            | Twenty-Three                  | 21. März 2018        | 25. Okt. 2018                         | Meera Menon                | Henry Alonso Myers & Mike Moore           |
| 38         | 12        | Der fillorianische Kandidat           | The Fillorian Candidate       | 28. März 2018        | 25. Okt. 2018                         | Joshua Butler              | Noga Landau & David Reed                  |
| 39         | 13        | Spielst du mit mir?                   | Will You Play With Me?        | 4. Apr. 2018         | 25. Okt. 2018                         | Chris Fisher               | Sera Gamble & John McNamara               |

### Staffel 4
Die Dreharbeiten zur 4. Staffel begannen am 11. Juni 2018 in Vancouver. Die englischen Titel der ersten 8 Folgen wurden Ende August 2018 öffentlich bekannt. Seit dem 11. Januar 2021 – also etwa zwei Jahre nach der US-amerikanischen Erstausstrahlung – ist die vierte Staffel von The Magicians auf Amazon Prime Video verfügbar.
| Nr. (ges.) | Nr. (St.) | Deutscher Titel                | Originaltitel               | Erstausstrahlung USA | Deutschsprachige Erstausstrahlung (D) | Regie                      | Drehbuch                              |
| --- | --------- | ------------------------------ | --------------------------- | -------------------- | ------------------------------------- | -------------------------- | ------------------------------------- |
| 40 | 1         | Eine Schar verirrter Vögel     | A Flock Of Lost Birds       | 23. Jan. 2019        | 11. Jan. 2021                         | Chris Fisher               | Sera Gamble                           |
| Alice wird in der Bibliothek gefangen gehalten, weil sie den Vertrag mit eben dieser gebrochen hatte. Die Bibliothekare kontrollieren die Magie. Die Helden, welche die Magie gerettet hatten, haben alle Erinnerungen über Magie verloren. Eliot wurde von der Existenz, die sie in der letzten Episode der dritten Staffel bekämpften, besetzt. Dieser tötet Menschen, verschont allerdings Quentin den er als Freund sieht. Sein Ziel sind die versteckten Freunde von Quentin, die unter einem Zeugenschutzprogrammzauber stehen – dieser bewirkt, dass sie ein anderes Aussehen besitzen und durch magischen Schutz vor Gefahren abgeschirmt sind. Kady, die als Polizistin unterwegs ist, stößt auf Hedge Witches – aber immer wenn sie Magie nahe kommt, explodieren Lampen, Computer etc. Als sie dann auf einen Comic stößt wo ihr tatsächliches Leben erklärt wird, spürt sie die anderen auf: Margo (Modechefin), Penny (Rapper) und Josh Hoberman. Zusammen mit einem Amulett, dem sie einem Hedge Witch gestohlen haben, das sie schützt, versuchen sie herauszufinden was passier ist. Plötzlich stößt Marina hinzu, die eine mächtige Hedge Witch ist, und bietet den Helden ihre Hilfe an. Als sie mit einem Zauber herausfinden will, wer diese vier Leute sind, brechen alle fünf auf dem Boden zusammen. Während der Bewusstlosigkeit teleportiert Ember Margo nach Fillory mit dem Befehl, sie solle Fillory retten. Die letzte Heldin, Julia, wurde auf Anweisungen von Rektor Fogg nach Brakebills gebracht. Dort soll sie Magie erlernen, besitzt offenbar aber keinen Funken Magie und kann sich, genau wie die anderen Helden mit Ausnahme von Alice, nicht an ihr tatsächliches früheres Leben erinnern. |           |                                |                             |                      |                                       |                            |                                       |
| 41 | 2         | Verloren, Gefunden, am Arsch   | Lost, Found, Fucked         | 30. Jan. 2019        | 11. Jan. 2021                         | Chris Fisher               | John McNamara                         |
| Marina hat in der vorherigen Episode versucht den Illussionszauber von vier der Helden zu nehmen. Allerdings hat der Zauber nicht geklappt – Marinas Schutzzauber hat allen vor dem Tode bewahrt. Jedoch bewirkt der Zauber, dass eine automatische Sprachnachricht von Henry Fogg auf Marinas Smartphone abgespielt wird. Dort warnt die Stimme Foggs vor weiteren Versuchen den Zauber aufzuheben oder zu untersuchen, da dies böse enden würde. Marina weiß jetzt allerdings, dass es sich um vier der Helden handeln muss und hebt den Verankerungszauber, welcher Pennys Teleportationsfähigkeit unterdrückt, auf. Marina reist zusammen mit Penny zu Brakebills, wo sie Dean Foggs Zauber gegen selbigen nutzt. Ihr Ziel ist es, dass der den Zauber aufhebt und sie dadurch das Wissen erlangt um den Zauber von den Helden zu nehmen. Allerdings entscheidet sich Henry Fogg dafür den Zauber, der auf ihn weilt, nicht zu brechen um nicht seine verzauberten Studenten in Gefahr zu bringen. Allerdings erfährt Julia, dass der Zeugenschutzprogrammszauber auf sie weilt. Als Henry Fogg sein neues Leben als Marinas Bettlervater antritt, bemüht Julia und Todd, den sie ins Vertrauen nimmt, dazu den Zauber zu brechen und alle Helden, inklusive Julia und Henry Fogg, vom Zauber zu befreien. Da die Bibliothek alle Magie kontrolliert, der Zauber jedoch immer noch nicht gebrochen ist, obwohl keine Magie mehr im Raum ist, ist Todd der Meinung, dass Henry Fogg seine Perpetuum Batterie tatsächlich gebaut hat. Julia zerstört diese Batterie und bricht somit den Zauber. Parallel hierzu bereist Margo Fillory und als sie ihre Erinnerungen wiederbekommt, als Julia den Zauber aufhebt, wird sie von einer anderen Gottheit zurück auf die Erde geschickt. Zuvor findet sie aber heraus, dass es eine Box in Fillory gibt, die ihr Geburtsrecht ist. Alice sitzt immer noch in der Bibliothek fest, reißt jedoch ein Rohr von der Wand worin ein bisschen Magie fließt. Sie steuert eine Kakerlake, die jedoch zertreten wird. Jedoch fasst sie neue Hoffnung, da sie jetzt herausgefunden hat, dass sie nicht ganz von der Magie abgeschnitten ist. Der letzte parallele Handlungsstrang handelt von dem besetzte Elliott und Quentin. Beide versuchen eine Gottheit heraufzubeschwören, erhalten jedoch nur einen Diener der Gottheit. Den tötet Elliott auf bestialische Weise. Als Quentin seine Erinnerungen zurückerhält sagt er dem besetzten Elliott, dass er seine Freunde gerne wieder haben will. Die Episode endet mit Quentin und Elliott, wie sie auf die vier Helden und Marina treffen. |           |                                |                             |                      |                                       |                            |                                       |
| 42 | 3         | Der Pechbär                    | The Bad News Bear           | 6. Feb. 2019         | 11. Jan. 2021                         | Elie Smolkin               | David Reed                            |
| Die Bibliothek kontrolliert die Verteilung von Magie. Um wirklich mächtige Magie anwenden zu können, braucht man Batterien die von der Bibliothek verteilt werden. Die Freunde brauchen solche Batterien um ihre Schulden bei u. a. Marina ab zu bezahlen. Sie brauchen eine schwarze Karte, die als eine Art Kreditkarte für magische Batterien ohne Limit gilt. Jedoch werden solche Karten überprüft wenn Batterien abgeholt werden. Die Freunde brauchen unbedingt eine Kopie einer solchen Karte und brauchen dafür aber Batterien um so starke Magie wirken zu können. Diese Batterie gewinnen sie bei einem magischen Kartenspiel. Mit der kopierten Karte und einem Glückszauber, der sie vor dem Auffliegen bewahrt, gelingt es ihnen die Batterien zu bekommen. Jedoch ist ein Glückszauber ein Nullsummenspiel: Quentin muss solange einen Bären halten der ihn Pech bringt. Und je mehr Glück Penny und Kady brauchen um in der Bank nicht aufzufliegen, desto mehr Pech hat Quentin. Zum Schluss wird er fast von einer Kobra aus der Toilette erwürgt und der Decke erschlagen. Alice und Santa Claus brechen aus ihrem Gefängnis in der Bibliothek aus: dafür benutzt Alice die magische Farbe an der Wand, der anti-magisch wirkt und pustet diesen in das magische Schloss an der Tür. Sie sucht nach den magischen Büchern von ihr und ihren Freunden, damit die Bibliothek diese nicht gegen sie benutzen können und um herauszufinden, was ihnen in Zukunft erwartet. Jedoch kann sie die Bücher nicht finden und Santa Claus verschwindet alleine durch den Schornstein. Alice wird plötzlich entführt – in der nächsten Episode erfährt man, dass es sich bei dem Entführer um Christopher Plover handelt. Marina wurde von Kady reingelegt, die späte Rache für den Tod ihrer Mutter übt. Dadurch wird Marinas Wohnung zum neuen Hauptquartier der Helden. |           |                                |                             |                      |                                       |                            |                                       |
| 43 | 4         | Heiraten, Ficken, Killen       | Marry F*** Kill             | 13. Feb. 2019        | 11. Jan. 2021                         | John Scott                 | Henry Alonso Myers                    |
| Josh und Margo versuchen einen Fluch vom ersteren zu nehmen. Der Fluch zwingt jemanden dazu entweder jemanden zu töten, mit jemandem Geschlechtsverkehr zu haben (damit der Fluch übertragen wird) oder Selbstmord zu begehen. Der Fluch wird sexuell übertragen, tritt aber erst nach dreißig Jahren in Kraft und man hat zwei Tage Zeit um die genannten Regeln zu erfüllen. Josh bekam den Fluch über seine Mutter, die sexuellen Kontakt zu eben so einem Verfluchten hatte und Josh als Produkt ihrer Begegnung in die Welt gesetzt wurde. Margo findet einen Zauber der ein Herz eines seltenen Wesens benötigt – doch der Zauber funktioniert nicht. Josh sperrt sich dann ein, weil er weder Vergewaltiger noch Mörder sein will. Doch Margo überredet ihn mit ihr Sex zu haben und rettet somit Joshs Leben. Somit muss sie sich in dreißig Jahren eine Lösung für das Problem ausdenken. Christopher Plover, der Vormund der Martin Chatwin als Kind geschändet hatte, ist derjenige der Alice entdeckt hat und ihr in seinem geheimen Unterschlupf bringt. Dort erklärt er ihr, dass sie ihm dabei helfen soll, eine Welt für ihn zu finden, wo er in Frieden leben kann. Alice sträubt sich dagegen ihm zu helfen, weil dieser Martin Chatwin vergewaltigte. Doch er überredet sie, indem er ihr hilft, die Bücher von Alice und ihren Freunden zu holen und magisch zu verändern, damit die Bibliothek nicht weiß, was im Leben von Alice und Co in Wahrheit passieren wird. Dafür erklärt er ihr einen Zauber den er zur Erstellung seiner Romane benutzt hatte – dieser benötigt nur eine kurze Erläuterung und die Geschichte schreibt sich von selbst. Als Alice Quentins Buch aufschlägt findet sie heraus, dass dieser in weniger als einer Woche sterben wird. Quentins Vater ist Tod und er räumt dessen Sachen auf. Er ist traurig, weil er ja Schuld hatte, dass der Vater verstarb, weil er die Magie wieder zurückbrachte. Eliott kann die Trauer nicht verstehen und erklärt Quentin obendrauf, dass Eliott tot ist. Dabei hatten alle gehofft, dass Eliott noch irgendwo in seinem Körper sei und nicht an die Oberfläche wegen des Monsters kommen könnte. Jedoch erkennt der Zuschauer, dass Eliott tatsächlich noch in einer leeren Traumwelt von Brakebills gefangen gehalten wird – in seinen eigenen Gedanken. Julia und Penny suchen die Dienerin der in der vorherigen Episode getöteten Gottheits. Sie denkt, dass ihre Fähigkeiten verschwunden sind. Jedoch finden diese heraus, dass Julia viel mehr Macht besitzt als sie ahnt.                                                             |           |                                |                             |                      |                                       |                            |                                       |
| 44 | 5         | Flucht aus dem Wohlfühlort     | Escape From The Happy Place | 20. Feb. 2019        | 11. Jan. 2021                         | Meera Menon                | Mike Moore                            |
| 45 | 6         | Alles zu seiner Zeitlinie      | A Timeline And Place        | 27. Feb. 2019        | 11. Jan. 2021                         | James L Conway             | Christina Strain                      |
| 46 | 7         | Tödliche Deweys                | The Side Effect             | 6. März 2019         | 11. Jan. 2021                         | Salli Richardson-Whitfield | Elle Lipson                           |
| 47 | 8         | Die Prophezeiung               | Home Improvement            | 13. März 2019        | 11. Jan. 2021                         | Joshua Butler              | Jay Gard & Alex Raiman                |
| 48 | 9         | Geteilte Persönlichkeiten      | The Serpent                 | 20. März 2019        | 11. Jan. 2021                         | Carol Banker               | Sera Gamble & Alex Ritter             |
| 49 | 10        | Der Wüstentrip                 | All That Hard, Glossy Armor | 27. März 2019        | 11. Jan. 2021                         | Shannon Kohli              | John McNamara & Mike Moore            |
| 50 | 11        | Von alten Göttern und Monstern | The 4-1-1                   | 3. April 2019        | 11. Jan. 2021                         | Meera Menon                | Henry Alonso Myers & Christina Strain |
| 51 | 12        | Der geheime Magie-Vorrat       | The Secret Sea              | 10. April 2019       | 11. Jan. 2021                         | Shannon Kohli              | Elle Lipson & David Reed              |
| 52 | 13        | Abschied                       | The Seam                    | 17. April 2019       | 11. Jan. 2021                         | Chris Fisher               | Sera Gamble & John McNamara           |

### Staffel 5
Knapp zwei Monate nach dem Erscheinen der 4. Staffel auf Amazon Prime Video, ist seit dem 27. März 2021 auch die finale 5. Staffel verfügbar. Zum aktuellen Zeitpunkt (28. März 2021) gibt es jedoch keine Deutschen Episodentitel. Diese wurden erst später hinzugefügt.
| Nr. (ges.) | Nr. (St.) | Deutscher Titel               | Originaltitel              | Erstausstrahlung USA | Deutschsprachige Erstausstrahlung (D) | Regie            | Drehbuch                                     |
| ---------- | --------- | ----------------------------- | -------------------------- | -------------------- | ------------------------------------- | ---------------- | -------------------------------------------- |
| 53         | 1         | Trauer                        | Do Something Crazy         | 15. Jan. 2020        | 27. März 2021                         | Chris Fisher     | Henry Alonso Myers                           |
| 54         | 2         | Der Golem                     | The Wrath of the Time Bees | 22. Jan. 2020        | 27. März 2021                         | Chris Fisher     | David Reed                                   |
| 55         | 3         | Berg der Geister              | The Mountain Of Ghosts     | 29. Jan. 2020        | 27. März 2021                         | John S. Scott    | Sera Gamble                                  |
| 56         | 4         | Das Äther-Reich               | Magicians Anonymous        | 5. Feb. 2020         | 27. März 2021                         | Geeta V. Patel   | John McNamara                                |
| 57         | 5         | Apocalypse Now!               | Apocalypse? Now?!          | 12. Feb. 2020        | 27. März 2021                         | Shannon Kohli    | Mike Moore                                   |
| 58         | 6         | In der Zeitschleife           | Oops!...I Did It Again     | 12. Feb. 2020        | 27. März 2021                         | John Scott       | Hillary Benefiel                             |
| 59         | 7         | Dekan wider Willen            | Acting Dean                | 19. Feb. 2020        | 27. März 2021                         | Sterlin Harjo    | Elle Lipson                                  |
| 60         | 8         | Der König wird gefällt        | Garden Variety Homicide    | 26. Feb. 2020        | 27. März 2021                         | James L. Conway  | Jay Gard & Alex Raiman                       |
| 61         | 9         | Cello, Eichhörnchen, Narzisse | Cello Squirrel Daffodil    | 4. März 2020         | 27. März 2021                         | Tawnia McKiernan | Stephanie Coggins                            |
| 62         | 10        | Willkommen in der Unterwelt   | Purgatory                  | 11. März 2020        | 27. März 2021                         | Shannon Kohli    | Alex Ritter                                  |
| 63         | 11        | Erwache, Hyman!               | Be The Hyman               | 18. März 2020        | 27. März 2021                         | David Reed       | Mike Moore & David Reed                      |
| 64         | 12        | Das Paar                      | The Balls                  | 25. März 2020        | 27. März 2021                         | Meera Menon      | Elle Lipson & John McNamara & Joseph Mireles |
| 65         | 13        | Alles auf Anfang              | Fillory And Further        | 1. Apr. 2020         | 27. März 2021                         | Chris Fisher     | Sera Gamble & Henry Alonso Myers             |

## Trivia
In dieser Serie sang Hale Appleman in der vorletzten Folge, die am 25. März 2020 ausgestrahlt wurde, gemeinsam mit Olivia Taylor Dudley ein Peter-Gabriel- und Kate-Bush-Cover des Liedes Don’t Give Up als Duett.